# Fuligule nyroca
Aythya nyroca
Espèce
Statut de conservation UICN

 NT A2cd+3cd+4cd : Quasi menacé
Statut CITES

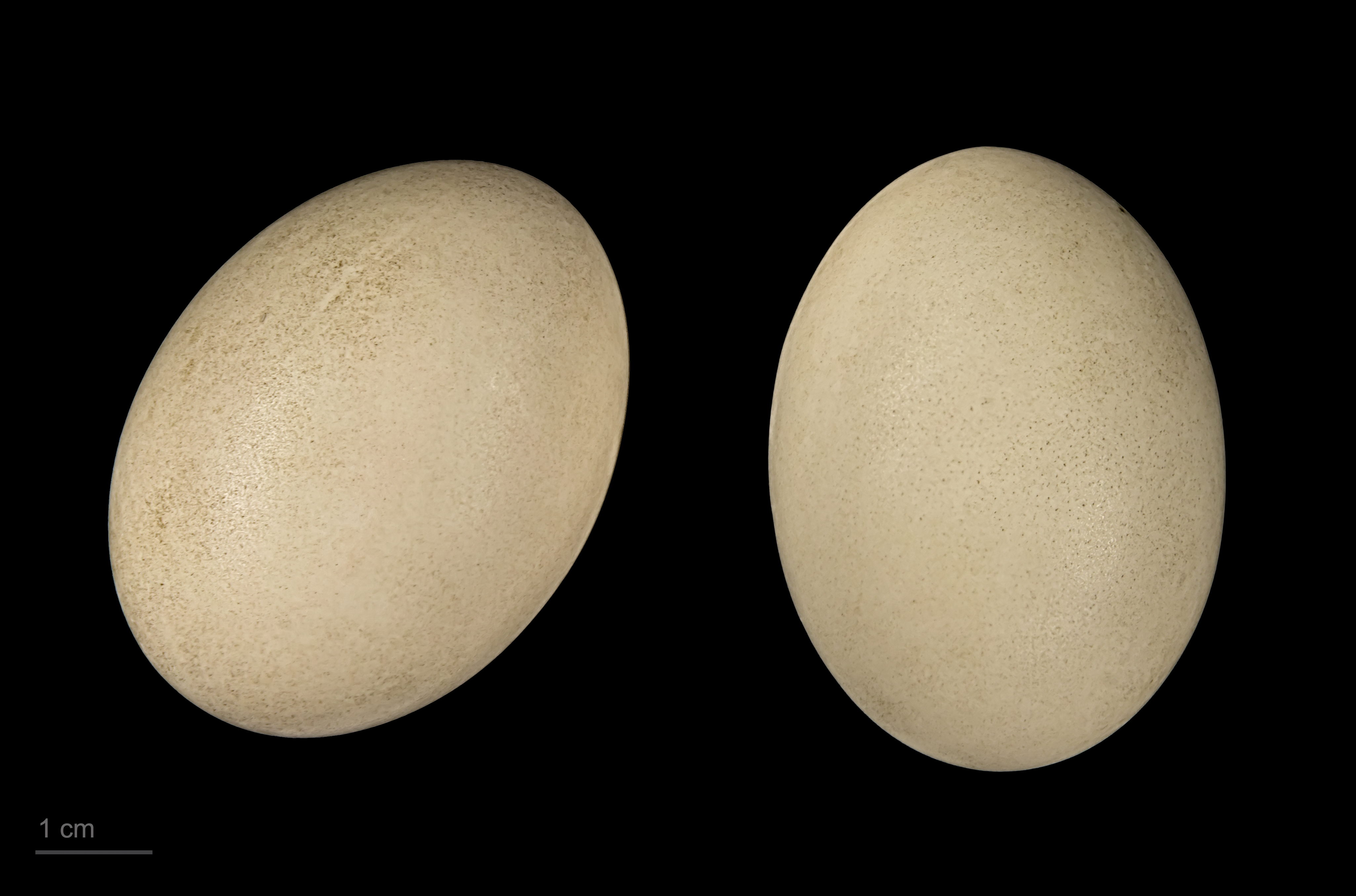
Aythya nyroca - MHNT

Le Fuligule nyroca (Aythya nyroca) est une espèce d'oiseaux parfois citée sous le nom d’Anas nyroca appartenant à la famille des Anatidae.

## Description
Cet oiseau mesure environ 41 cm pour la femelle et 43 pour le mâle pour une envergure de 63 à 67 cm et une masse de 650 à 800 g. Il présente un dimorphisme sexuel : le mâle a un plumage nuptial brun acajou et noir tandis que la femelle est brune. Le mâle a aussi les iris blancs. Tous deux ont les sous-caudales blanches. En plumage internuptial, le mâle est semblable à la femelle.

## Comportement

### Reproduction
Les couples se forment vers le mois d'avril, ce qui est tard par rapport aux autres espèces. En mai, la femelle pond 7 à 10 œufs qu'elle couve seule durant 27 à 28 jours. Les poussins quittent le nid quelques heures après leur naissance car ils sont nidifuges. Dès cet instant, ils sont capables de se nourrir seuls, leurs parents ne faisant donc que les surveiller. Contrairement aux autres fuligules, le mâle prend (parfois) part à l'élevage des jeunes. À la fin de l'été, les familles se séparent.

### Longévité
La longévité maximale connue est de huit ans, mais cette espèce pourrait sans doute atteindre des âges plus avancés comme d'autres canards. La longévité moyenne est de quatre à cinq ans.

### Habitat et mœurs
Le Fuligule nyroca est nettement moins grégaire que les autres fuligules, mais il peut tout de même former des groupes considérables. En raison de sa rareté, il s'associe volontiers avec d'autres espèces de fuligules (en particulier le Fuligule milouin), voire avec la Nette rousse, ce qui explique le fort taux d'hybridation de l'espèce. Le Fuligule nyroca est diurne et nocturne, il bénéficie volontiers de périodes de repos en plein cœur de la journée. Il préfère les eaux calmes.

### Nourriture
Cette espèce se nourrit surtout de végétation aquatique, contrairement à un grand nombre d'espèces de fuligules. Par exemple, l'introduction de la moule zébrée sur les lacs suisses a fait bondir les effectifs de Fuligule milouins et morillons, mais le Nyroca est resté rare. Son alimentation est en fait plus proche de celle de la Nette rousse que des autres fuligules. Elle se nourrit donc principalement de graines, racines, plantes aquatiques mais aussi mollusques aquatiques et autres invertébrés (crustacés, insectes, larves), d'amphibiens et de poissons.

## Répartition

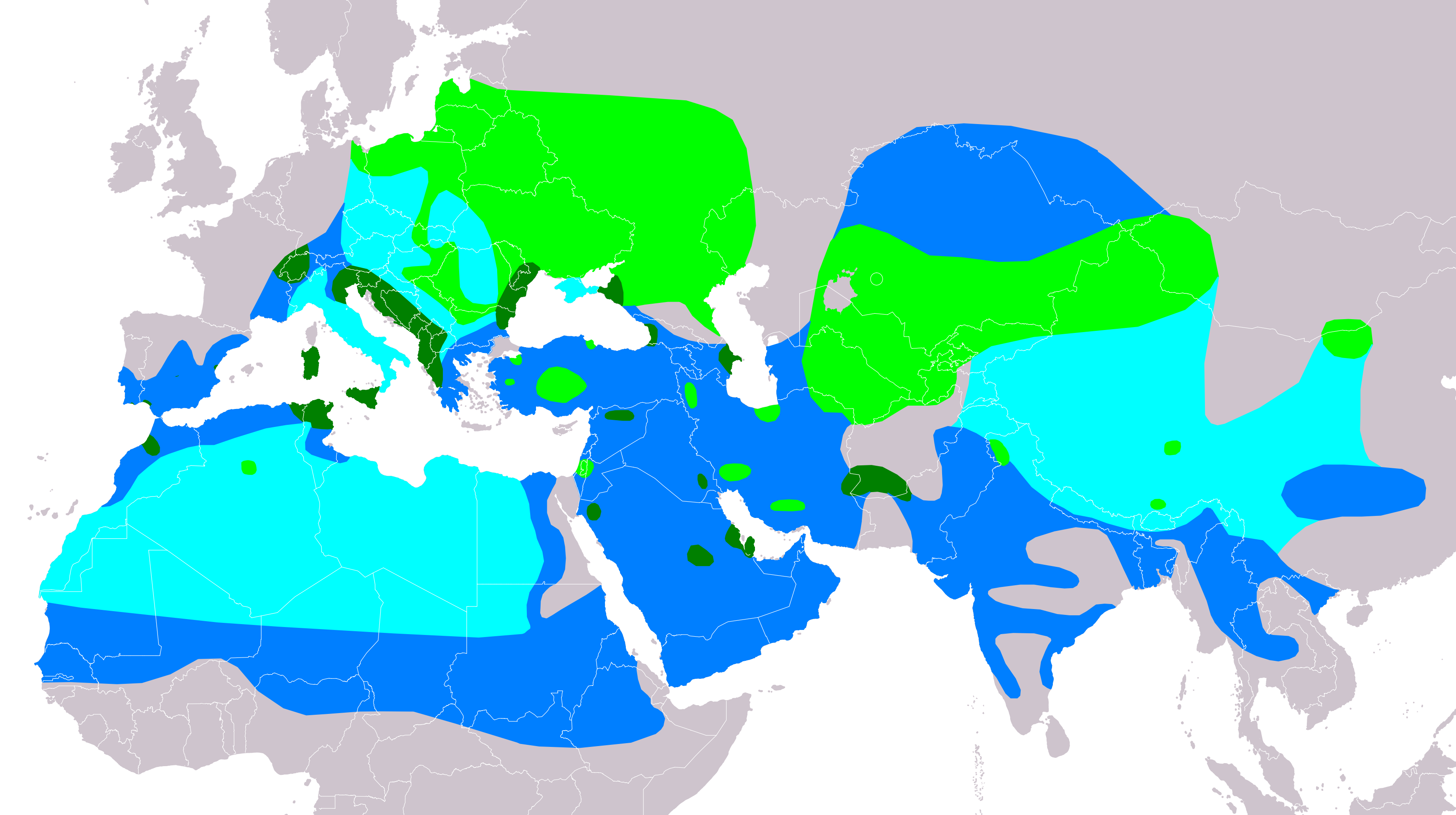

Le Fuligule nyroca niche dans toute l'Europe et le Sud de l'Asie, mais sa zone de nidification est très morcelée.

## Situation de l'espèce

### Évolution des effectifs nicheurs
En Europe, la tendance est au déclin. L'espèce est quasi menacée au niveau mondial. Cette tendance au déclin est due à la chute des effectifs en Europe de l'Est. Paradoxalement, alors qu'elle avait disparu de nombreux endroit en Europe de l'Ouest, l'espèce s'est récemment réinstallée en France (Dombes), l espèce a été récemment observée sur le site de la station d'épuration du Barcares(66 - Pyrénées-orientales) ou cinq adultes et une dizaine de poussins y ont été observés récemment ce qui est exceptionnel pour l espèce tant sa présence française est rare (https://www.ornithomedia.com/magazine/observer-france/la-station-depuration-du-barcares-pyrenees-orientales-un-nouveau-site-de-nidification-du-fuligule-nyroca-en-france/ ) et la situation s'améliore en Espagne. En Suisse, l'espèce s'est reproduite pour la première fois en 1991.

### Évolution des effectifs hivernants
L'espèce hiverne surtout en Afrique (l'espèce est sédentaire en Asie), mais une petite partie de la population reste en Europe en hiver. Contrairement à la tendance à la baisse qui se dessine en Afrique, les effectifs européens augmentent, probablement en raison du réchauffement climatique. Par exemple, à Genève, la présence est régulière depuis 1927, avec un ou deux oiseaux par hiver, mais depuis une dizaine d'années les effectifs ont bondi et atteignent maintenant une trentaine d'oiseaux. Cette augmentation s'explique peut-être par l'amélioration de la qualité de l'eau ou alors par le réchauffement climatique.

### Menaces
En raison de l'assèchement des étendues d'eau et de la chasse, les effectifs ont beaucoup diminué durant les XIXe et XXe siècles.
À présent, l'espèce est encore fréquemment chassée en Afrique, Asie et Europe de l'Est, alors qu'elle est protégée en Europe de l'Ouest. Les effectifs étant globalement toujours en déclin, l'espèce demeure potentiellement menacée au niveau mondial.

## Hybridation
L'hybridation est un phénomène courant chez le Fuligule nyroca (probablement en raison de sa rareté). Il s'hybride le plus souvent avec le Fuligule milouin, mais le Fuligule morillon est également concerné, et exceptionnellement la Nette rousse. Par exemple, on comptait en Rade de Genève 18 Fuligules nyrocas en décembre 2013, parmi lesquels se trouvaient trois hybrides (deux milouin x nyroca et un morillon x nyroca), soit un septième du groupe !